# Lectiles collitorum
Lectiles collitorum is een vlinder uit de familie van de Lycaenidae. De wetenschappelijke naam van de soort is voor het eerst geldig gepubliceerd in 1960 door Birket-Smith.